# Polythlipta annulifera
Polythlipta annulifera là một loài bướm đêm trong họ Crambidae.